# Punch-Out!! (NES)
Punch-Out !! publicado originalmente en América del Norte como Mike Tyson's Punch-Out!!, es un videojuego perteneciente al género de boxeo creado para la consola Nintendo Entertainment System (NES). Fue desarrollado y publicado por la empresa Nintendo en el año 1987. Es un juego de deporte, basado en algunas aspectos de Punch-Out!! (arcade) y Super Punch Out! (arcade) pero con ciertas variaciones. Mario hace una aparición especial como referí del juego.
Se compone básicamente de tres circuitos: menor, mayor y mundial. Si se ganan todos los circuitos, entonces existe la posibilidad de luchar contra Mike Tyson, representado como el mejor boxeador del juego junto con Little Mac.
Es considerado por la mayoría de la crítica como uno de los mejores videojuegos de Nintendo. Destaca por su jugabilidad, por los escenarios, los gráficos, personajes, sonido y la dificultad que representan varios boxeadores. Desde su lanzamiento, se han vendido más de dos millones de copias a nivel mundial.

## Desarrollo
Genyo Takeda, quien produjo los juegos Punch-Out !! de arcade, también dirigió las versiones de Nintendo. Debido a que el hardware no era tan potente como el de arcade, Takeda y su equipo se dieron cuenta de que sería imposible para la NES emular fielmente los gráficos de arcade y los movimientos de los boxeadores. En lugar de hacer transparente al boxeador principal con el fin de ver a sus oponentes, se dedicaron a trabajar en el diseño del boxeador, dando por resultado un púgil de baja estatura; de esta manera se podría ver a los oponentes sin ningún tipo de problema. En contraste con la versión de arcade, este juego diseñado para la NES se caracteriza por la música de fondo, escenas de animación, un sistema de contraseñas para guardar las progresiones y diversos escenarios.
En la época dorada de Tyson, el fundador de Nintendo y expresidente para América del Norte, Minoru Arakawa, asistió a un combate de boxeo con el futuro campeón de peso pesado Mike Tyson. Viendo la pelea del boxeador, Arakawa se sintió asombrado con «el poder y la habilidad» del atleta; el ejecutivo se inspiró para utilizar el nombre del atleta y su imagen para Punch-Out !!. Según varios rumores, Mike «Iron» Tyson decidió aceptar la propuesta a cambio de $ 50 000 por un período de tres años. Adicionalmente, se vendieron más de un millón de copias desde el lanzamiento.

## Videojuego
Punch-Out !! cuenta con un boxeador conocido como Little Mac (pequeño Mac), un profesional del boxeo cuyo nombre verdadero es Paulie Malignaggi. Little Mac, se enfrenta a una serie de boxeadores ficticios con diferentes características. De ganar a todos los oponentes, disputará una última pelea ante el entonces campeón Mundial de peso pesado, el estadounidense Mike Tyson o Mr. Dream en otra versión del juego.
Little Mac no posee tantos golpes o ataques en comparación con la mayoría de sus oponentes. Sus golpes básicos son el jab y uppercut. El uppercut sólo puede utilizarse una vez que el jugador gana una estrella, que normalmente se consigue después de ciertos ataques o por esquivar golpes. El jugador puede adquirir hasta tres estrellas. Para realizar el uppercut (el golpe más fuerte e importante de Mac), el jugador tiene que pulsar el botón de inicio una vez que se gana una estrella. 
Little Mac también tiene un medidor de corazón, que se reduce después de ser golpeado por un rival, otra cuando bloquea un ataque o esquiva los golpes de los oponentes. Cuando el medidor de corazón disminuye a cero, Little Mac se convierte en un boxeador vulnerable, dejando al jugador incapaz de atacar, pero todavía capaz de esquivar o bloquear. En este punto, Mac puede recuperar algunos corazones, solo por evitar golpes del oponente. Si es derribado, entonces pierde todos sus corazones pero se puede levantar.
Un combate puede terminar por nocaut, si un luchador es incapaz de levantarse dentro del conteo de diez segundos; por nocaut técnico, si un luchador es derribado tres veces en la primera ronda; o por decisión, si la pelea dura tres rondas completas sin un claro ganador. Con el fin de ganar por decisión, el jugador debe acumular mayor puntaje que el oponente. Sin embargo, algunas peleas no se pueden ganar de esta manera y se traducirá automáticamente en una pérdida para el jugador si el oponente no es eliminado. Mac sólo puede levantarse tres veces durante cualquier combate; si él es derribado por cuarta vez, será incapaz de levantarse y así perder por nocaut.
Cuando Mac pierde su primer combate a un oponente clasificado, tendrá la oportunidad de pelear una revancha. Sin embargo, si pierde una pelea por el título, caerá en el ranking. Si pierde tres veces (no necesariamente de forma consecutiva) termina el juego. La excepción es la lucha final contra Mike Tyson o Mr. Dream; una pérdida en contra de ellos se traduce automáticamente en el final.

### Personajes
| - Little Mac - Doc Louis - Mario (referí) - Glass Joe - Von Kaiser - Piston Honda - Don Flamenco - King Hippo | - Great Tiger - Bald Bull - Soda Popinski - Mr. Sandman - Super Macho Man - Mike Tyson - Mr. Dream (únicamente en la versión de 1990). |

## Recepción
Punch-Out !! ha sido bien recibido por la crítica. Fue ranqueado en la posición 17 como uno de los grandes juegos realizados para Nintendo, en la lista de los mejores 200 juegos de la revista Nintendo Power. En agosto de 2008, la revista Nintendo Power aseguró que Punch-Out!! es el sexto mejor juego de la consola Nintendo Entertainment System, por todo el realismo que describe. El autor Steve L. Kent le definió como el segundo mejor juego de 1987. El autor Nathan Lockard dijo que los gráficos, la violencia, los controles y la variedad hacen que el videojuego sea un «verdadero clásico» y uno de los mejores de Nintendo.
Según GamesRadar, es el noveno mejor juego en la historia de Nintendo. El personal lo calificó como un fantástico juego de deportes. Para la revista estadounidense Game Informer, es el decimocuarto juego favorito al afirmar que ningún juego de boxeo desde Punch-Out ha sido tan «amado». Punch-Out!! vendió más de dos millones de copias a nivel mundial.